# Сомерсет, Роберт Эдвард Генри
Лорд Роберт Эдвард Генри Сомерсет (англ. Lord Robert Edward Henry Somerset; 19 декабря 1776, Бадминтон-хаус — 1 сентября 1842, Лондон) — британский военачальник, генерал, герой битвы при Ватерлоо, старший брат фельдмаршала Реглана, главнокомандующего британской армии в Крымской войне.

## Биография
Лорд Роберт Сомерсет был третьим сыном Генри Сомерсета, 5-го герцога Бофорта, и Элизабет, дочери адмирала Эдуарда Боскауэна и родился в фамильной резиденции Сомерсетов Бадминтон-хаус в Бадминтоне, Глостершир.
В 1793 году, 17-летним юношей, он поступил на службу в 15-й лёгкий драгунский полк; уже в следующем году стал капитаном, а в 1799 году исполнял обязанности адъютанта британского главнокомандующего герцога Йорского в ходе неудачной русско-английской Нидерландской экспедиции, которая планировалась, как операция, одновременная и равноценная действиям Суворова в Италии, однако потерпела полный провал.
В конце 1800 года Сомерсет стал подполковником, а в 1801 году командиром 4-го драгунского полка. С 1799 по 1801 он представлял город Монмут в Палате общин, с 1803 по 1823 год избирался в Палату общин от Глостершира, а в 1834—1837 годах представлял в парламенте Сайренсестер.
Когда началась Пиренейская война, лорд Роберт Сомерсет стал её активным участником. Он командовал своим полком в битвах битвах при Талавере и при Бусаку, в 1810 году был произведён в полковники. В 1812 году он участвовал вместе с Уильямом Понсонби в знаменитой атаке драгунской бригады Ле Маршана при Саламанке, где захватил пять французских орудий (однако генерал Ле Маршан погиб).
Этот бой сделал Сомерсета генерал-майором. Хотя непосредственно во время боя при Саламанке, после гибели Ле Маршана, именно Сомерсет возглавил его прославленную драгунскую бригаду, командование ею в итоге было отдано Понсонби, тогда как Сомерсет стал командиром гусарской бригады.
Возглавив гусар, он уже вскоре отличился с ними в Ортезе, организовав эффективное преследование отступающего врага, за что получил степень рыцаря-командора орден Бани и благодарность парламента.
В битве при Ватерлоо Сомерсет получил под командование 1-ю кавалерийскую бригаду, составленную из лучшей конницы в армии — четырёх полков дворцовой кавалерии (тогда как руководство 2-й бригадой досталось Понсонби).
В составе кавалерийского корпуса генерала Аксбриджа, бригада Сомерсета находилась в гуще боя, и пришла на выручку своей пехоте в ходе знаменитой контратаке на кирасир из корпуса Мийо. В ходе этого боя под генералом Сомерсетом ядром была убита лошадь, мундир был разорван, однако сам генерал остался в строю.
За время службы в Испании, Сомерсет был особо упомянут в депешах Веллингтона, и, кроме упоминавшихся наград, получил ещё Армейский золотой крест с одной пряжкой за участие в битвах при Талавере, Саламанке, Витории, Ортезе и Тулузе. Он также получил австрийский военный орден Марии Терезии и стал командором Королевского португальского военного ордена Башни и Меча.
Кроме того, в 1834 году Сомерсет стал рыцарем большого креста Ордена Бани.
Генерал Сомерсет скончался после непродолжительной болезни в 1842 году в Лондоне, и был похоронен в церкви Святого Георгия на Ганноверской площади. В память о Сомерсете установлен памятник в виде огромного обелиска, расположенный на высоком холме, неподалёку от усадьбы Сомерсетов Бадминтон-хаус. Он был возведен в 1846 году, и имеет надпись в память о прославленном генерале.

## Семья
17 октября 1805 года Роберт Сомерсет женился на леди Луизе Августе Кортни (1781 — 8 февраля 1825), младшей дочери Уильяма Кортни, 8-го графа Девона, в браке с которой у него родилось восемь детей (пять дочерей и три сына), из которых семеро дожили до взрослого возраста. Из них определённую известность приобрел только генерал-лейтенант Эдвард Артур Сомерсет (англ.).